# Visions of China
Visions of China är en låt av den brittiska gruppen Japan från albumet Tin Drum. Den utgavs som singel i oktober 1981 och nådde 32:a plats på brittiska singellistan.
Ett tungt trumbreak i låten samplades ett årtionde senare av Rob'n'Raz och fick ligga till grund för deras singel Rok the Nation.

## Utgåvor
UK 7" Virgin Records VS 436
1. Visions of China – 3.35
2. Taking Islands In Africa (Remix) – 4.35

UK 12" Virgin Records VS 436-12
1. Visions of China – 3.38
2. Swing – 6.25[2]